# قلعة الإمام تركي بن عبد الله
قلعة الإمام تركي بن عبد الله هي قلعة أثرية تقع في محافظة حوطة بني تميم في منطقة الرياض.

## الموقع
تقع القلعة وسط بلدة الحلوة إلى الغرب من محافظة حوطة بني تميم جنوب العاصمة الرياض.

## التسمية
وسميت بهذا الاسم نسبة إلى الإمام تركي بن عبدالله بن محمد آل سعود مؤسس الدولة السعودية الثانية.

## التاريخ
تعتبر من أهم المعالم التاريخية في المنطقة ونثلاً من كبار السن في المنطقة أن الإمام تركي بن عبد الله قصدها بعد غزو العثمانين لمدينة الرياض ومكث فيها حتى استقرت له الأمور، وهي ليست قلعة بالمفهوم الحربي كانت في البداية مزرعة ثم خصصت لبناء مساكن وتم عمل أسوار حولها وأبراج بغرض الحماية والدفاع وذلك في مطلع القرن الثاني عشر الهجري وقد عاصرت أحداث تاريخية هامة.

## البناء
تقوم هذه القلعة -التي تبلغ مساحتها 18400 م2- في وسط الوادي بين سلسلتي الجبال الحاضرة لبلدة الحلوة. المبنى عبارة عن سور طيني تقوم في أركانه أبراج، وتتوسط الجدران أبراج أيضاً، ويحصر السور في داخله عدداً من المساكن المتلاصقة، ولا تزال بعض المنازل سليمة والبعض الآخر شمله التخريب، كما يتوسط المساكن مسجداً لا تزال الصلاة تؤدى فيه إلى اليوم. تشابه القلعة بناء حصن المصمك القائم في مدينة الرياض من حيث التخطيط الخارجي، ولكنها أكبر منه حجماً. بُنيت القلعة من مواد أساسية أهمها «الطين» الذي استخدم في بناء الجدران وبطريقتين: الأولى هي مداميك متتالية على شكل طبقات تسمى العروق، والثانية على شكل قطع أو لبنات مستطيلة، ثم تُصب بقالب خشبي وتترك لتجف بالشمس، وكان البناء يتم على قواعد من الحجر. وقد تم استخدام عوارض أفقية من جذوع أشجار الأثل في تشييد الأسقف، ثم يفرش عليها عسيب النخل مع الطين، وتحمل بعض الأسقف أعمدة اسطوانية من خرزات الحجر، وتغطى الجدران والاعمدة بطبقة من الطين أو الجص.

### مكونات الموقع
- أساسات من الحجر.
- الأسقف خشبية مصنوعة من خشب الاثل مغطى بسعق النخيل ويعلوه طبقة من خليط الطين والتبن.
- المباني مغطاة بطبقة من لياسة خارجية من خليط الطين التبن.
- تكاد القلعة تخلو من فتحات الشبابيك وفتحات الإضاءة والتهوية.
- القلعة من طابقين بإرتفاع تقريبي 7م شامل ارتفاع الدروة.
- القصر له فناء داخلي كبير.[1]